# NGC 2007
NGC 2007 (другие обозначения — ESO 204-19, AM 0533-505, PGC 17478) — спиральная галактика (Sc) в созвездии Живописца. Открыта Джоном Гершелем в 1834 году.
В прошлом считалось, что NGC 2007 физически связана с NGC 2008, но в реальности вторая галактика значительно дальше. При этом, хотя NGC 2007 кажется более яркой, её поверхностная яркость в центре меньше, чем у NGC 2008, что должно означать и меньшую светимость в целом.
Этот объект входит в число перечисленных в оригинальной редакции «Нового общего каталога».